# Iklódy Győző
Iklódy Győző (Nagysáros (Sáros vármegye), 1845. december 23. – Budapest, 1909. április 25.) hírlapíró.

## Élete
A gimnáziumot Aradon, Eperjesen és Rozsnyón végezte, 1868-ban pedig jogot hallgatott Kassán. 1869-ben a sárosmegyei lapispataki szolgabirói járásban kecerpeklényi székhellyel kerületi jegyzővé választatott meg. Később a hirlapírói pályára lépett.
Több elbeszélést írt a vidéki lapokba (Gyöngyös, Sárosmegyei Lapok, Székesfejérvár és Vidéke sat.)

## Munkája
- Emlékfüzér. Kassa, 1870. (és 1877-ben).

Szerkesztette és kiadta Egerben a Végrehajtók lapját 1873-74-ben, mely azonban a 9. számmal megszűnt; 1879. őszén indította meg szintén Egerben a Füllentő című élclapot, mely havonként kétszer jelent meg, 1881-től Budapesten (1883-tól havonként háromszor), 1884. március 10-én a 9. számmal ez is megszűnt; 1890. február 2-án indította meg a Magyar Pénzügyőr című heti szaklapot, mely hetente jelent meg Budapesten.